# پوندک مدرن دارالسلام گونتر
پوندک مدرن دارالسلام گونتر (به لاتین: Pondok Modern Darussalam Gontor) یک مدرسه در اندونزی است که در Gontor, Ponorogo Regency واقع شده‌است.